# Scherpenheuvel (plaats)
Scherpenheuvel (Frans: Montaigu) is een deelgemeente van de stad Scherpenheuvel-Zichem in de Belgische provincie Vlaams-Brabant. De plaats is vooral als bedevaartsoord bekend. Scherpenheuvel was een zelfstandige gemeente tot aan de gemeentelijke herindeling van 1977.

## Bezienswaardigheden
- De Basiliek van Onze-Lieve-Vrouw van Scherpenheuvel
- Het Oratorianenklooster
- Het Gulden Vlies of Huis van de Aartshertogen
- De Waterput van Scherpenheuvel

## Natuur en landschap
Scherpenheuvel ligt in het Hageland. De basiliek ligt op een heuvel van 68 meter hoogte. Het hoogste punt is echter de Eggersberg die 77 meter hoog is. Het laagste punt is 27 meter hoog en de bodem is er zandlemig.

## Demografische ontwikkeling
- Bronnen:NIS, Opm:1831 tot en met 1970=volkstellingen; 1976 = inwoneraantal op 31 december

## Bedevaartsoord
De geschiedenis van Scherpenheuvel is al sinds de middeleeuwen verbonden met de verering van Maria, toen tussen Zichem en Diest op de heuveltop een eik stond in kruisvorm. Een vrome man heeft toen een Mariabeeldje aan de eik gehangen en voortaan kwamen vele mensen er bidden. Toen een knecht van een herder het beeldje wilde meenemen, werd die volgens de legende aan de grond genageld tot een bezoeker het beeldje terug aan de boom plaatste.

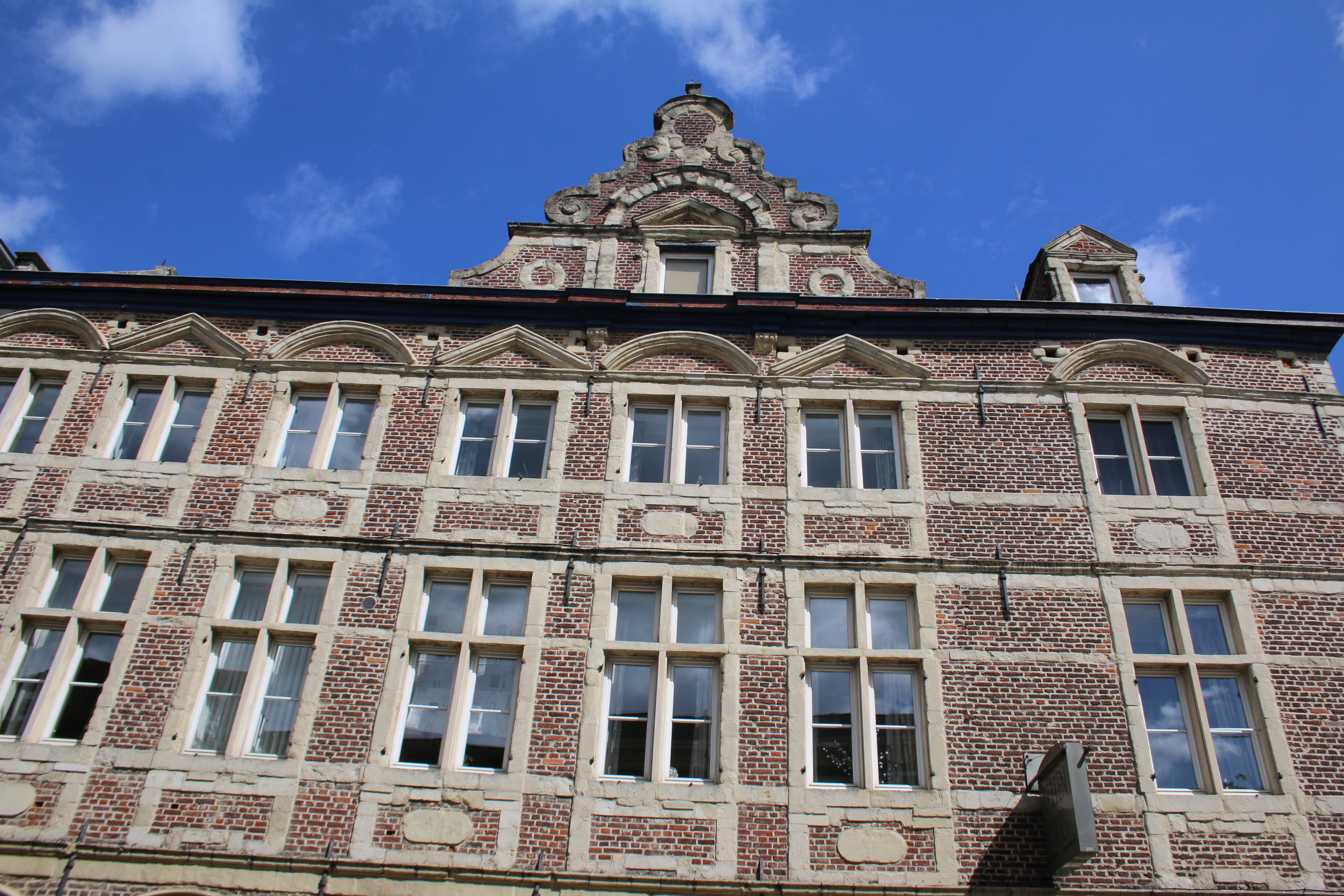
Het Gulden Vlies, residentie van de aartshertogen tijdens hun bezoeken aan Scherpenheuvel

In 1602 timmerde men voor de eik een houten kapel en in 1604, na een eerste bezoek van de aartshertogen Albrecht en Isabella het jaar voordien, werd dit een grotere, stenen kapel. Het jaar daarna namen de aartshertogen Albrecht en Isabella het initiatief tot de bouw van de huidige Basiliek van Onze-Lieve-Vrouw van Scherpenheuvel als dank voor de verdrijving van de calvinisten uit de Zuidelijke Nederlanden. Scherpenheuvel verkrijgt dan ook stadsrechten van de aartshertogen. In 1609 werd Scherpenheuvel ook een zelfstandige parochie, los van Zichem, en Judocus Bouckaert werd de eerste pastoor. De eerstesteenlegging vond datzelfde jaar nog plaats. De barokke kerk is het werk van bouwmeester Wenceslas Cobergher (1561-1634), hofarchitect van de aartshertog, en bevat beelden van De Nole en schilderijen van Theodoor van Loon. Na de inwijding van de kerk in 1627 kwam Isabella naar voren, de handen vol met goud en juwelen. Zij gooide ze neer op de altaartrappen om te beduiden dat aardse goederen niet de hoogste waarden zijn in het leven. De mensen rondom haar volgden dit voorbeeld. Tot op vandaag is deze gewoonte nog in gebruik.

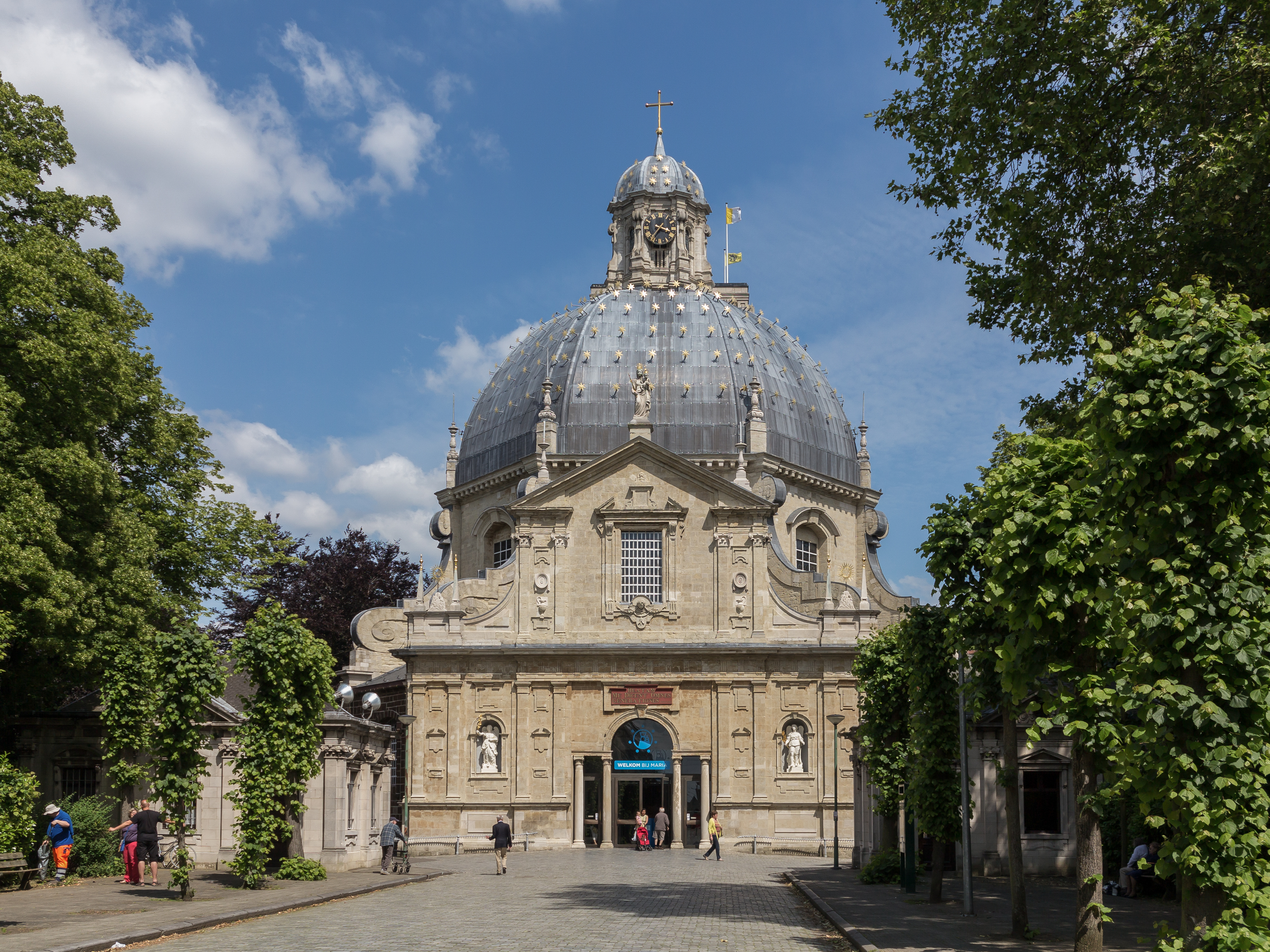
Basiliek van Onze-Lieve-Vrouw van Scherpenheuvel

In 1922 werd de kerk verheven tot basiliek. Thans is het de meest bezochte bedevaartplaats van België. Op 1 mei start het bedevaartseizoen. Jaarlijks wordt er ook de beroemde "Kaarskensprocessie" gelopen: op de eerste zondag na Allerheiligen wordt het Mariabeeldje dat boven het altaar van de basiliek prijkt in een processie rond de basiliek gedragen. Een traditie die al sinds 1628 standhoudt. 
Op 2 februari 2011 schonk paus Benedictus XVI de Gouden Roos aan het bedevaartsoord. Scherpenheuvel ontvangt als eerste in België deze blijk van waardering. De overhandiging van de roos, uit handen van de pauselijke nuntius en in het bijzijn van aartsbisschop Léonard vond plaats op 15 mei van datzelfde jaar.

## Bekende inwoners
- Danny Fabry (muziek)
- Jeroen Meus (kok)
- Christophe Vandegoor (sportverslaggever)
- Johnny White (zanger)
- Noémie Wolfs (zangeres)
- Michel Wuyts (journalist en schrijver)

## Trivia
- In de kinderserie Samson en Gert woont de zus van Marie, de huishoudster van de burgemeester, in Scherpenheuvel. Hier wordt af en toe in de serie over gesproken als de huishoudster haar zus bezoekt.

- Pepernoten, “Peiperneute” in het lokaal dialect, zijn een bekende lekkernij uit Scherpenheuvel. Tijdens het bedevaartseizoen, van mei tot november, zijn deze zoetigheden te verkrijgen aan de kraampjes die rond de basiliek staan.

## Nabijgelegen kernen
Zichem, Keiberg, Schoonderbuken, Bekkevoort, Kaggevinne